# 小行星13674
小行星13674（13674 Bourge）是一颗绕太阳运转的小行星，为主小行星带小行星。该小行星于1997年6月30日发现。

## 轨道参数
小行星13674的轨道半长轴为2.3864654 UA，离心率为0.070。